# Lesistość

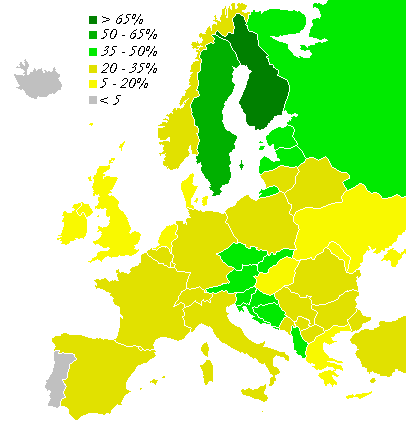
Odsetek lasów w powierzchni ogólnej państw Europy w 1993 roku

Lesistość (również wskaźnik lesistości) – wskaźnik dotyczący stopnia pokrycia lasem określonej powierzchni; jest to stosunek procentowy powierzchni porośniętej lasami do całkowitej powierzchni danego obszaru.
W dniu 31 grudnia 2018 powierzchnia lasów w Polsce wynosiła 9 254 900 ha, co odpowiada lesistości 29,6%.
W porównaniu z innymi państwami Unii Europejskiej Polska plasuje się pośrodku statystyk, przy czym więcej państw ma większą lesistość – najwięcej Finlandia (73%), najmniej Holandia, Dania i Irlandia (11%).
Dużą rolę od XVII do XIX wieku w zmniejszeniu lesistości odegrał rozwój górnictwa i kolejnictwa. W okresie tym nastąpił rozwój nieznanych dotychczas gałęzi przemysłu zużywających ogromne ilości surowca drzewnego, odkryto również technologię produkcji papieru opartą na surowcu drzewnym, a także technologię chemicznego przerobu drewna dla potrzeb przemysłu włókienniczego. Lesistość Polski, wynosząca jeszcze w 1937 roku około 22,2%, zmalała do 20,8% w 1945 roku. Odwrócenie tego procesu nastąpiło w latach 1946–1970, kiedy w wyniku zalesienia ponad 1,2 mln ha lesistość wzrosła do 27,0%. Średni roczny rozmiar zalesień wynosił wówczas około 30 tys. ha, a w szczytowym okresie 1961–1965 – ponad 55 tys. ha. W wielu wypadkach powstawały lite, negatywne przyrodniczo uprawy szybko rosnącej sosny zwyczajnej.
Największą lesistość w Polsce ma województwo lubuskie – 49,3% powierzchni, a najmniejszą województwo łódzkie – 21,5% powierzchni.
Formalną podstawą prac zalesieniowych w Polsce jest „Krajowy program zwiększania lesistości” (KPZL), przyjęty przez Radę Ministrów 23 czerwca 1995 roku, przewidujący wzrost lesistości do 30% w 2020 roku i 33% w roku 2050. Podstawą do wykonywania odnowień jest ustawa o lasach.